# Štitasti vodoljub
Štitasti vodoljub (cvatuća žukva, vodeni zumbul, lat. Butomus umbellatus), vrsta vodene biljke trajnice, raširene po gotovo cijeloj Euroaziji. Pripada porodici Butomaceae, i dio je reda žabočunolike.
Njezina staništa su močvare, stajaće vode, vlažne livade ali i sporotekuće pliće vode. Naraste do 150 cm visine. Ima samo prizemne listove koji mogu izrasti do jednog metra visine. Cvjetovi su dvospolni, skupljeni u štitaste cvatove. Cvate od svibnja do kolovoza kad dobiva dekorartivni izgled. U SAD je i uvezena kao dekorativna biljka, gdje se udomaćila, pa je ponegdje smatraju korovom.
Štitasti vodoljub ima jestivi podanak bogat škrobom i bjelančevinama. Može se jesti kuhan i pečen, a nakon što se osuši može se mljeti u brašno.
Raste i u Hrvatskoj i Hercegovini. U Hercegivini ga još ima uz rijeku Bunu i Hutovo blato

## Sinonimi
- Butomus caesalpini Neck.
- Butomus floridus Gaertn.
- Butomus scutariensis Rohlena
- Butomus umbellatus f. albiflorus F.Fromm
- Butomus umbellatus f. submersus Glück
- Butomus vulgaris Gueldenst.